# Keith Caputo
Keith Caputo (ur. 4 grudnia 1973) – amerykański wokalista, autor tekstów i piosenek. Najbardziej znany z bycia głównym wokalistą i założycielem nowojorskiego zespołu Life of Agony, tworzącego metal alternatywny. W 2011 roku Caputo ujawnił, że jest transpłciową kobietą i zaczął tranzycję. Jako kobieta używał imienia Mina Caputo. W 2024 roku ogłosił, że przechodzi detranzycję i wraca do dawnego imienia Keith; oświadczył także, że wyleczył się z dysforii płciowej.

## Wczesne życie
Caputo urodził się 4 grudnia 1973 roku w nowojorskim Brooklynie. Oboje jego rodzice byli Amerykanami włoskiego pochodzenia oraz zmagali się z uzależnieniem od heroiny. Kiedy był dzieckiem, jego matka zmarła z powodu przedawkowania heroiny, a jego ojciec (który zmarł w 2002 roku z podobnych przyczyn) oddał Caputo pod opiekę dziadków, którzy mieszkali w Mill Basin na Brooklynie, gdzie się wychowywał. Dorastanie Caputo było trudne, ponieważ jego dziadek stosował przemoc fizyczną wobec niego i jej babci. Pomimo fizycznego znęcania się, Caputo wybaczył swojemu dziadkowi. W czasie, gdy mieszkał z dziadkami, Caputo spędzał również czas ze swoim kuzynem, Josephem Zampellą (pseudonim Joey Z.), który mieszkał po sąsiedzku. Zaczął również uczyć się gry na fortepianie.
Caputo twierdzi, że od najmłodszych lat doświadczał dysforii płciowej, ale musiał utrzymywać ten fakt w tajemnicy. W wywiadzie opowiedział o tym, jak jego babcia ubierała go do szkoły. Caputo zapytał wówczas: „Dlaczego nie możesz ubrać mnie w dziewczęce ciuchy?”. Według słów Caputo, jego babcia miała odpowiedzieć: „Nie jesteś dziewczynką. Nie mów dziadkowi, że chcesz się przebrać za dziewczynę i iść do szkoły. On cię zabije. Zabije też mnie”.

## Kariera

### Life of Agony (1989–1997)
Caputo założył Life of Agony w 1989 roku z gitarzystą Joey'em Z. i basistą Alanem Robertem. Wkrótce potem do zespołu dołączył perkusista Sal Abruscato. Po podpisaniu kontraktu z Roadrunner Records, zespół zadebiutował w 1993 roku albumem River Runs Red. Krótko po wydaniu trzeciego albumu Soul Searching Sun, Caputo opuścił zespół we wrześniu 1997 roku. Caputo zmagał się wówczas ze zinternalizowaną dysforią płciową i zaczął coraz bardziej odrzucać swój męski wizerunek. Chciał wtedy się wyoutować, ale zabrakło mu odwagi i wiedzy jak to zrobić. Caputo postanowił całkowicie odciąć się od zespołu. W wywiadzie udzielonym jako Mina Caputo mówił: „Musiałam odejść z zespołu, ponieważ nie byłam autentyczna. Musiałam oddalić się od zespołu, wytwórni i wszystkich, z którymi pracowałam”.

### Kariera solowa i powrót do Life of Agony
W 1997 roku rozpoczął karierę solową. Wraz z Michaelem Dagostino, Billym Kellym i Pete'em Freglette'em stworzył zespół Absolute Bloom, który został rozwiązany w lipcu 1998 r. Caputo przeprowadził się do Amsterdamu, a w roku 2000 ukazał się jego pierwszy solowy album Died Laughing. W 2003 r. dołączył jako wokalista do reaktywowanej po 20 latach brazylijskiej grupy Freax i nagrał album Freax. W tym samym roku Caputo powrócił do swojego macierzystego zespołu Life of Agony.
W czasie kariery solowej współpracował m.in. z następującymi osobami: basista Flea (The Red Hot Chili Peppers), gitarzysta Craig Ross (Lenny Kravitz, Eric Clapton, Sheryl Crow), pianista Zac Rae (Fiona Apple, Miley Cyrus, Annie Lennox), producent Martyn Lenoble (Jane’s Addiction, Porno for Pyros, The Cult) i Greg Fidelman (Rage Against The Machine, Marilyn Manson, Johnny Cash), Within Temptation.
W 2011 roku Caputo utworzył poboczny projekt z Ryanem Oldcastle i Michaelem Shaw o nazwie The Neptune Darlings i wydali album w dniu 15 września 2011 roku o nazwie Chestnuts & Fireflies. Styl tej płyty został nazwany „geek rock” przez magazyn „The Advocate”.

## Wybrana dyskografia
Albumy solowe
| Died Laughing                 | - Data: 7 lutego 2000 - Wydawca: Roadrunner Records            | 67 | 42 |
| Died Laughing Pure            | - Data: 21 listopada 2000 - Wydawca: Roadrunner Records        | –  | –  |
| Live Monsters                 | - Data: 23 sierpnia 2004 - Wydawca: Kill The Artist Recordings | –  | –  |
| Hearts Blood On Your Dawn     | - Data: 1 maja 2006 - Wydawca: Kill The Artist Recordings      | –  | –  |
| A Fondness For Hometown Scars | - Data: 4 kwietnia 2008 - Wydawca: Suburban Records            | 88 | –  |
| Dass - Berdache               | - Data: 28 grudnia 2008 - Wydawca: Kill The Artist Recordings  | –  | –  |
| „—” album nie był notowany.   |                                                                |    |    |

Minialbumy
| Tytuł | Dane dot. albumu                                               |
| ----- | -------------------------------------------------------------- |
| Cheat | - Data: 3 listopada 2009 - Wydawca: Kill The Artist Recordings |

Single
| Tytuł                                                       | Rok  | Pozycja na liście | Album                   |
| Tytuł                                                       | Rok  | GER               | Album                   |
| ----------------------------------------------------------- | ---- | ----------------- | ----------------------- |
| „What Have You Done” (Within Temptation feat. Keith Caputo) | 2007 | 32                | The Heart of Everything |

Inne
| Album                                       | Rok  | Uwagi                                          | Źródło |
| ------------------------------------------- | ---- | ---------------------------------------------- | ------ |
| Roadrunner United – The All-Star Sessions   | 2005 | śpiew w utworze „Tired 'N Lonely"              | [ 21 ] |
| Within Temptation – The Heart of Everything | 2007 | gościnnie śpiew w utworze „What Have You Done” | [ 22 ] |